# اتحاد حقيقي
الاتحاد الحقيقي هو عبارة عن اتحاد دولتين أو أكثر، حيث تتشارك تلك الدول في بعض مؤسسات الدولة في مقابل الاتحادات الشخصية، إلا أنها لا تكون بنفس درجة التوحد كما هو الحال في الاتحاد السياسي. وقد تطور من الاتحاد الشخصي وكان في الغالب يقتصر على الملكيات.
وبخلاف الاتحاد الشخصي، فإن الاتحاد الحقيقي كان يؤدي بشكل حصري في أغلب الأحوال إلى انهيار سيادة الطرف الأضعف من الناحية السياسية. وقد حدث هذا الأمر مع ليتوانيا، اسكتلندا والنرويج اللذين وقعوا تحت تأثير جيران أكبر وأقوى، وهم بولندا، إنجلترا والدنمارك على التوالي، حيث تشاركت هذه الدول معها من قبل من خلال الاتحاد الشخصي. ومع ذلك، في بعض الأحيان، كان الاتحاد الحقيقي يأتي بعد فترة من الاتحاد السياسي. ومن أبرز تلك الحالات مملكة المجر التي وصلت إلى حالة الشريك المساوي للنمسا في الإمبراطورية النمساوية المجرية بعد التسوية النمساوية المجرية عام 1867.
أمثلة تاريخية:
- اتحاد كالمار (1397–1524)
- الدنمارك-النرويج (1537-1814)
- بولندا-ليتوانيا (1569-1795)
- بولندا وروسيا (1832-1867): لم يعترف الأباطرة الروس مطلقًا بالدستور البولندي.
- النمسا-المجر (1867−1918)
- فنلندا وروسيا (1809-1917): لم تعترف الإمبراطورية الروسية مطلقًا بفنلندا كدولة في حد ذاتها. ومع ذلك، في الأغلب، كانت فنلندا محكومة وفقًا للدستور شبه الرسمي الخاص بها، والذي أصبح في نهاية المطاف قاعدة وعادة للنخبة الفنلندية (وفيما بعد، للعامة كذلك) لاعتبار فنلندا ملكية دستورية منفصلة متحدة اتحادًا حقيقيًا مع روسيا. وقبل عام 1910، لم يكن هناك تدوين للعلاقة بين فنلندا وروسيا في القانون الروسي، وبالتالي، كان يسمح لمجلس الشيوخ الفنلندي ومجلس بورفو على وجه الخصوص، لفترة زمنية طويلة تمتد من إعادة إحياء مجلس برلمان المقاطعات في عام 1863 وحتى حدود الترويس في الثمانينات من القرن التاسع عشر، بالتصرف كما لو كانت فنلندا دولة منفصلة عن روسيا. ونتيجة لذلك، فإن الإخضاع النهائي لمجلس بورفو التشريعي الفنلندي لأطراف الحكومة الروسية بين عامي 1899 و1905 ومرة أخرى من عام 1908 كان ينظر إليه على أنه غير دستوري في فنلندا مع تدوين موقف فنلندا في عام 1910 على أنها جزء لا يتجزأ من الإمبراطورية الروسية وتُحكم وفقًا «لمجموعة من القوانين الخاصة». وبعد ثورة فبراير في مارس من عام 1917، ألغت حكومة روسيا المؤقتة كل القيود المفروضة على الحكم الذاتي الفنلندي من فبراير عام 1899. وخلال عام 1917، سعى السياسيون البولنديون من اليمين إلى اليسار إلى جعل روسيا تعترف بفنلندا كدولة مستقلة لها دستورها الخاص. وقام الديمقراطيون الاشتراكيون بتمرير «قانون القوة» في يوليو من عام 1917، والذي كان يعني في واقع الأمر وجود اتحاد حقيقي، إلا أن الحكومة المؤقتة، بعد النجاة من محاولة الانقلاب البلشفية في نفس هذا الشهر، قامت بحل البرلمان. وفي خريف عام 1917، تم إعداد لجنة في فنلندا لوضع اقتراح بدستور جديد. وفي هذا الوقت، اعترفت الحكومة المؤقتة التي كانت قد أصبحت أضعف بفنلندا كدولة في حد ذاتها، إلا أنها رغبت في الحفاظ على الاتحاد بالإضافة إلى بعض الامتيازات. وبعد ثورة أكتوبر، قررت الأحزاب البرجوازية المسيطرة قطع كل الروابط مع المجلس البلشفي الجديد لمفوضي الشعب وقام البرلمان الفنلندي بتمرير قانون القوة مرة أخرى في نوفمبر، والذي أعلن أن فنلندا دولة ذات سيادة بشكل واقعي. كما سعى الديمقراطيون الاشتراكيون كذلك نحو الاستقلال، إلا أنهم رغبوا في دفع البلاشفة إلى الاعتراف بذلك في البداية. وتم الإعلان عن أن فنلندا دولة مستقلة بشكل رسمي في السادس من ديسمبر عام 1917.